# Letnie Igrzyska Olimpijskie 1996
XXVI Letnie Igrzyska Olimpijskie (oficjalnie Igrzyska XXVI Olimpiady) odbyły się w Atlancie w Stanach Zjednoczonych w dniach 19 lipca–4 sierpnia 1996 roku.
W Atlancie sportowcy zmagali się w 3 nowych konkurencjach: siatkówce plażowej, kolarstwie górskim i piłce nożnej kobiet oraz w jednej dyscyplinie softballu.

## Wybór gospodarza
18 września 1990 roku podczas 96. sesji Międzynarodowego Komitetu Olimpijskiego w Tokio, jako gospodarza igrzysk w 1996 wybrano Atlantę. Innymi kandydatami do goszczenia igrzysk były: Ateny (Grecja), Toronto (Kanada), Melbourne (Australia), Manchester (Wielka Brytania) i Belgrad (Jugosławia). Wygrana Atlanty w finałowym starciu z Atenami wywołała sporo kontrowersji. Słynne było wówczas powiedzenie przeciwników tego wyboru którzy twierdzili że „Olimpijska tradycja przegrała z Coca-Colą”.
| Wyniki głosowania na gospodarza Letnich Igrzysk Olimpijskich 1996 | Wyniki głosowania na gospodarza Letnich Igrzysk Olimpijskich 1996 | Wyniki głosowania na gospodarza Letnich Igrzysk Olimpijskich 1996 | Wyniki głosowania na gospodarza Letnich Igrzysk Olimpijskich 1996 | Wyniki głosowania na gospodarza Letnich Igrzysk Olimpijskich 1996 | Wyniki głosowania na gospodarza Letnich Igrzysk Olimpijskich 1996 | Wyniki głosowania na gospodarza Letnich Igrzysk Olimpijskich 1996 |
| ----------------------------------------------------------------- | ----------------------------------------------------------------- | ----------------------------------------------------------------- | ----------------------------------------------------------------- | ----------------------------------------------------------------- | ----------------------------------------------------------------- | ----------------------------------------------------------------- |
| Miasto                                                            | Państwo                                                           | Runda 1                                                           | Runda 2                                                           | Runda 3                                                           | Runda 4                                                           | Runda 5                                                           |
| Atlanta                                                           | Stany Zjednoczone                                                 | 19                                                                | 20                                                                | 26                                                                | 34                                                                | 51                                                                |
| Ateny                                                             | Grecja                                                            | 23                                                                | 23                                                                | 26                                                                | 30                                                                | 35                                                                |
| Toronto                                                           | Kanada                                                            | 14                                                                | 17                                                                | 18                                                                | 22                                                                | –                                                                 |
| Melbourne                                                         | Australia                                                         | 12                                                                | 21                                                                | 16                                                                | –                                                                 | –                                                                 |
| Manchester                                                        | Wielka Brytania                                                   | 11                                                                | 5                                                                 | –                                                                 | –                                                                 | –                                                                 |
| Belgrad                                                           | Jugosławia                                                        | 7                                                                 | –                                                                 | –                                                                 | –                                                                 | –                                                                 |

## Państwa biorące udział w XXVI Letnich Igrzyskach Olimpijskich

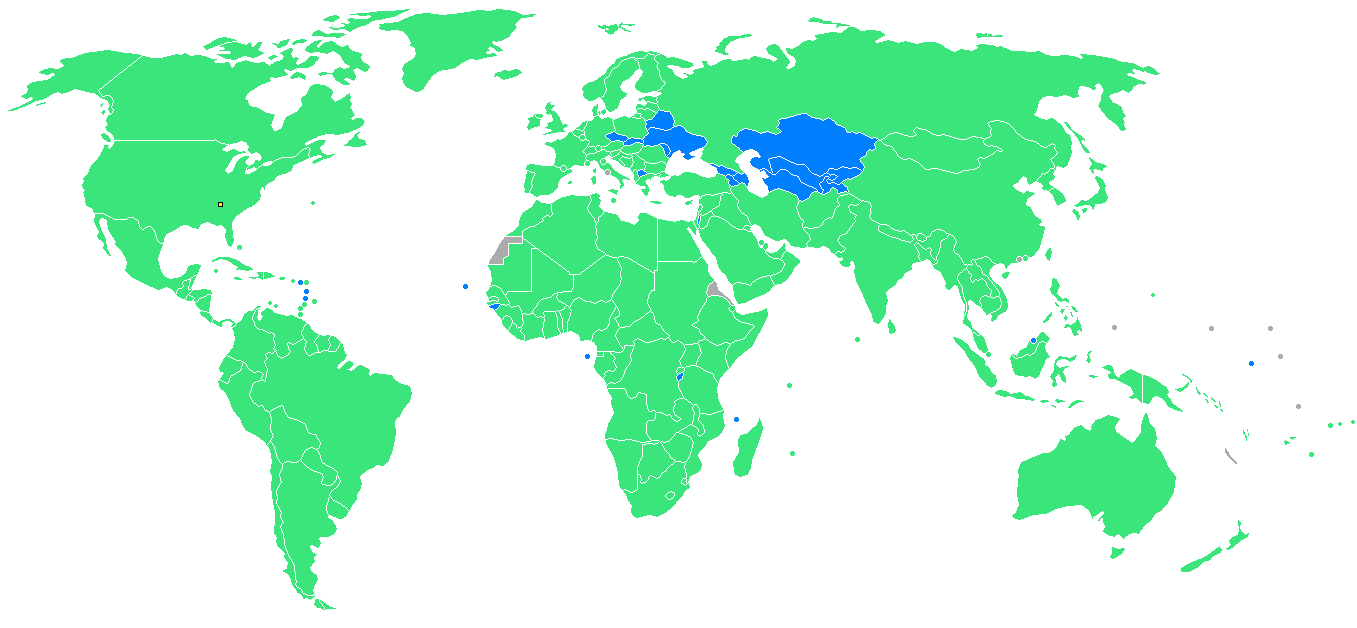
Państwa uczestniczące:
Niebieski – po raz pierwszy.
Zielony – po raz kolejny. Fioletowy – nieuczestniczące.
Kwadratem zaznaczono Atlantę

Na Igrzyskach w Atlancie wzięło udział 197 krajów, wystąpiło 10 318 zawodników. Dwadzieścia cztery kraje, w tym jedenaście reprezentujących w 1992 Wspólnotę Niepodległych Państw, debiutowały na Igrzyskach. Federalna Republika Jugosławii brała udział jako Jugosławia.
Czternaście krajów debiutowało na Igrzyskach Olimpijskich: Azerbejdżan, Burundi, Dominikana, Gwinea Bissau, Komory, Macedonia, Nauru, Palestyna, Republika Zielonego Przylądka, Saint Kitts i Nevis, Saint Lucia, Wyspy Świętego Tomasza i Książęca, Tadżykistan i Turkmenistan.
Dziesięć debiutowało na Letnich Igrzyskach (wcześniej brały udział w ZIO 1994 w Lillehammer): Armenia, Białoruś, Czechy, Gruzja, Kazachstan, Kirgistan, Mołdawia, Słowacja, Ukraina i Uzbekistan.
| - Afganistan - Albania - Algieria - Andora - Angola - Antyle Holenderskie - Antyle Holenderskie - Arabia Saudyjska - Argentyna - Armenia - Aruba - Australia - Austria - Azerbejdżan - Bahamy - Brunei - Bangladesz - Barbados - Belgia - Belize - Benin - Bermudy - Bhutan - Białoruś - Birma - Boliwia - Bośnia i Hercegowina - Botswana - Brazylia - Brunei - Brytyjskie Wyspy Dziewicze - Bułgaria - Birma - Burundi - Chile - Chiny - Chorwacja - Cypr - Czad - Czechy - Dania - Dominika - Dominikana - Dżibuti - Egipt - Ekwador - Estonia - Etiopia - Fidżi - Filipiny | - Finlandia - Francja - Gabon - Gambia - Ghana - Grecja - Grenada - Gruzja - Guam - Gujana - Gwatemala - Gwinea - Gwinea Bissau - Gwinea Równikowa - Haiti - Hiszpania - Holandia - Honduras - Hongkong - Indie - Indonezja - Irak - Iran - Irlandia - Islandia - Izrael - Jamajka - Japonia - Jemen - Jordania - Jugosławia - Kajmany - Kambodża - Kamerun - Kanada - Katar - Kazachstan - Kenia - Kirgistan - Kolumbia - Komory - Kongo - Korea Południowa - Korea Północna - Kostaryka - Kuba - Kuwejt - Laos - Lesotho | - Liban - Liberia - Libia - Liechtenstein - Litwa - Luksemburg - Łotwa - Macedonia - Madagaskar - Malawi - Malediwy - Malezja - Mali - Malta - Maroko - Mauretania - Mauritius - Meksyk - Mołdawia - Monako - Mongolia - Mozambik - Namibia - Nauru - Nepal - Niemcy - Niger - Nigeria - Nikaragua - Norwegia - Nowa Zelandia - Oman - Pakistan - Palestyna - Panama - Papua-Nowa Gwinea - Paragwaj - Peru - Polska - Portoryko - Portugalia - Republika Południowej Afryki - Republika Środkowoafrykańska - Republika Zielonego Przylądka - Rosja - Rumunia - Rwanda - Saint Kitts i Nevis - Saint Lucia | - Saint Vincent i Grenadyny - Salwador - Samoa - Samoa Amerykańskie - San Marino - Senegal - Seszele - Sierra Leone - Singapur - Słowacja - Słowenia - Somalia - Sri Lanka - Stany Zjednoczone - Suazi - Sudan - Surinam - Syria - Szwajcaria - Szwecja - Tadżykistan - Tajlandia - Chińskie Tajpej - Tanzania - Togo - Tonga - Trynidad i Tobago - Tunezja - Turcja - Turkmenistan - Uganda - Ukraina - Urugwaj - Uzbekistan - Vanuatu - Wenezuela - Węgry - Wielka Brytania - Wietnam - Włochy - Wybrzeże Kości Słoniowej - Wyspy Cooka - Wyspy Dziewicze Stanów Zjednoczonych - Wyspy Salomona - Wyspy Świętego Tomasza i Książęca - Zair - Zambia - Zimbabwe - Zjednoczone Emiraty Arabskie |

## Wyniki
| - badminton - baseball - boks - gimnastyka - hokej na trawie - jeździectwo - judo - kajakarstwo - kolarstwo - koszykówka - lekkoatletyka - łucznictwo - pięciobój nowoczesny - piłka nożna - piłka ręczna |  | - piłka wodna - pływanie - pływanie synchroniczne - skoki do wody - podnoszenie ciężarów - siatkówka - softball - strzelectwo - szermierka - tenis stołowy - tenis ziemny - wioślarstwo - zapasy - żeglarstwo |

Okolicznościowe znaczki pocztowe z Mołdawii
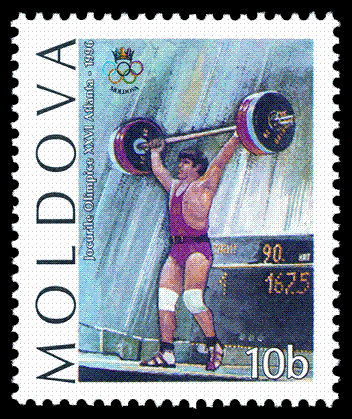
Podnoszenie ciężarów
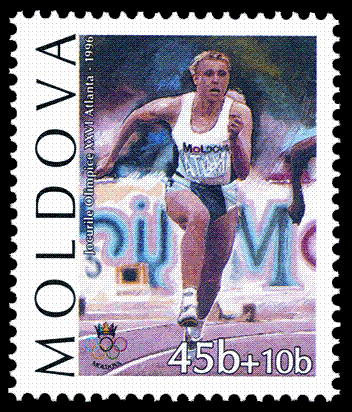
Sprint
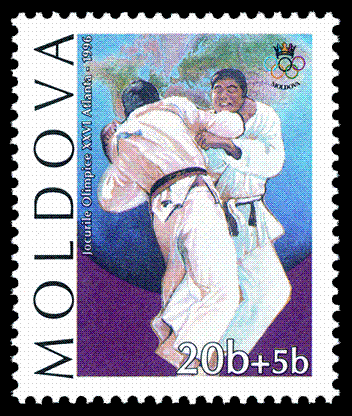
Judo
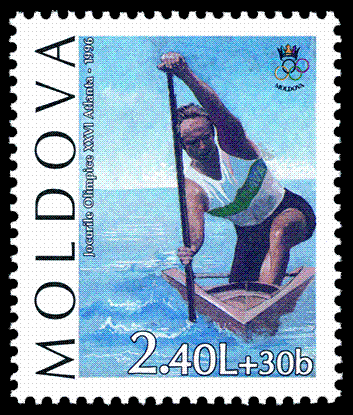
Kajakarstwo

## Hasło
Świętowanie Stulecia (ang. The Celebration of the Century).

## Statystyka medalowa

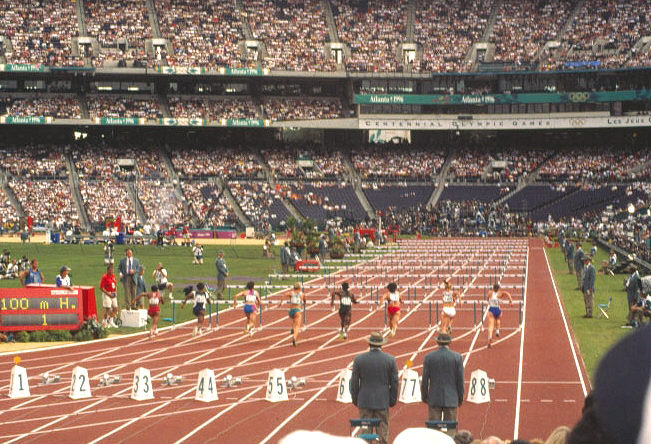
Igrzyska Olimpijskie w Atlancie, bieg na 100 m przez płotki kobiet

| Klasyfikacja medalowa              |                   |       |        |      |       |
| Lp.                                | Państwo           | złoto | srebro | brąz | razem |
| 1                                  | Stany Zjednoczone | 44    | 32     | 25   | 101   |
| 2                                  | Rosja             | 26    | 21     | 16   | 63    |
| 3                                  | Niemcy            | 20    | 18     | 27   | 65    |
| 4                                  | Chiny             | 16    | 22     | 12   | 50    |
| 5                                  | Francja           | 15    | 7      | 15   | 37    |
| 6                                  | Włochy            | 13    | 10     | 12   | 35    |
| 7                                  | Australia         | 9     | 9      | 23   | 41    |
| 8                                  | Kuba              | 9     | 8      | 8    | 25    |
| 9                                  | Ukraina           | 9     | 2      | 12   | 23    |
| 10                                 | Korea Południowa  | 7     | 15     | 5    | 27    |
| 11                                 | Polska            | 7     | 5      | 5    | 17    |
| Zobacz pełną klasyfikację medalową |                   |       |        |      |       |

## Maskotka
Maskotką igrzysk olimpijskich w 1996 roku był Izzy. Jego nazwa pochodzi od ang. wyrażenia „What is it?” (pol.) – „Co to jest?”.

## Kontrowersje
Podczas ceremonii otwarcia igrzysk 20 lipca 1996 szef polskiej misji olimpijskiej Eugeniusz Pietrasik wkroczył na czele polskiej ekipy na stadion olimpijski, a po ustawieniu się na płycie obiektu zasłabł i pomimo prowadzonej reanimacji zmarł po przewiezieniu do szpitala. Cieniem na przebiegu zmagań sportowych położyły się wydarzenia w Parku Olimpijskim, gdzie Eric Robert Rudolph dokonał zamachu bombowego, w wyniku którego śmierć poniosły 2 osoby i 111 zostało rannych.
W 1992 Międzynarodowy Komitet Olimpijski wprowadził przepis, według którego sportowcy z genem SRY nie mogą startować jako kobiety. Mimo to, wszystkie dodatnie wyniki kobiet uzyskane podczas IO z 1996 roku uznano za fałszywie dodatnie i nikogo nie zdyskwalifikowano. Ostatecznie zaprzestano badań sportowców na obecność genu SRY przed Letnimi Igrzyskami Olimpijskimi 2000.

## Oficjalny utwór polskiej reprezentacji
Oficjalną piosenką polskiej reprezentacji na XXVI Letnich Igrzyskach Olimpijskich był utwór skomponowany przez Rafała Paczkowskiego do słów Jacka Cygana „To Atlanta”. Piosenkę, która ukazała się na singlu komercyjnym w trzech wersjach i do której został nagrany teledysk, wykonywała Edyta Górniak. W przedsięwzięciu wzięli udział tacy muzycy jak: Bogdan Wawrzynowicz (gitary), Jacek Królik (gitara 12-strunowa), Rafał Paczkowski (instrumenty klawiszowe), Wojciech Kowalewski (perkusja, inst. perkusyjne) oraz orkiestra smyczkowa pd. Krzesimira Dębskiego, Marek Wroński (koncertmistrz) i zespół wokalny Magdy Steczkowskiej. Produkcją nagrań i aranżacją zajął się Rafał Paczkowski, mastering Grzegorz Piwkowski i Jarek Regulski.